# Jamil Walker
Jamil Walker (nacido el 21 de abril de 1981 en Rochester, Nueva York) es un exfutbolista estadounidense.

## Trayectoria
| Período   | Club                            |
| --------- | ------------------------------- |
| 1999      | United States Air Force Academy |
| 2000-2002 | Santa Clara University          |

| Período   | Club                 | Partidos (goles) |
| --------- | -------------------- | ---------------- |
| 2003-2004 | San Jose Earthquakes | 34 (5)           |
| 2005-2007 | D.C. United          | 41 (3)           |
| 2008      | Carolina RailHawks   | 6 (1)            |
| 2008      | Portland Timbers     | 12 (0)           |

- Datos: Q547769